# Saúl Maldonado
Saúl Maldonado (Montevideo, 3 de julio de 1961) es un exfutbolista y entrenador uruguayo naturalizado venezolano. Fue internacional con la selección de fútbol de Venezuela.

## Carrera
Comenzó su carrera como profesional en 1983 con el Deportivo Portugués, luego pasó por el Marítimo, después pasaría al Caracas para posteriormente jugar en Estudiantes de Mérida y Deportivo Italia. Finalmente regresaría al Caracas donde jugaría por cuatro temporadas hasta su retiro a la edad de 37 años en 1997.

### Entrenador
Luego de su retiro como futbolista activo en 1997, inmediatamente tomó las riendas de las categorías juveniles del Loyola en 1998. En el año 2000 regresaría al Caracas Fútbol Club esta vez como asistente técnico de Carlos Horacio Moreno, ganando un campeonato de primera división. En 2002 abandonaría el Caracas para convertirse en coordinador de fútbol del Club Hebraica de Caracas.
En 2005 empezaría su carrera como entrenador, al dirigir al Deportivo Italia, después dirigió al Estrella Roja, Carabobo, Yaracuyanos, Monagas, Tucanes de Amazonas, y Deportivo Petare.
Fue también asistente de su hermano Carlos Fabián Maldonado en el Deportivo Táchira y el Zulia.

## Selección nacional
Al igual que su hermano Carlos Fabián Maldonado, vistió la camiseta de la selección de fútbol de Venezuela. Estuvo en tres preselecciones de Copa América: en la de 1987 cuando la dirigía Rafael Santana, en la de 1989 cuando la dirigía Carlos Horacio Moreno, y en la de 1991 cuando la dirigía Víctor Pignanelli, pero nunca llegó a disputar dicho torneo, así como tampoco eliminatorias. En cambio, disputó varios partidos amistosos.

## Vida personal
Saúl Maldonado es padre de los futbolistas Andrés Maldonado y Javier Maldonado. Igualmente es hermano del también exfutbolista y entrenador Carlos Fabián Maldonado, y tío de Giancarlo Maldonado, uno de los máximos goleadores de la selección de Venezuela.

## Clubes

### Como jugador
| Club                | País      | Año       |
| ------------------- | --------- | --------- |
| Deportivo Portugués | Venezuela | 1983-1985 |

### Como entrenador
| Club                | País      | Año       |
| ------------------- | --------- | --------- |
| Yaracuyanos         | Venezuela | 2010-2012 |
| Monagas SC          | Venezuela | 2013      |
| Deportivo Petare    | Venezuela | 2013-2014 |
| Tucanes de Amazonas | Venezuela | 2015      |
| Tauro FC            | Panamá    | 2018-2020 |
| Selección sub-20    | Panamá    | 2020-2021 |
| Sporting SM         | Panamá    | 2021      |
| CD Plaza Amador     | Panamá    | 2022-2023 |

### Como asistente
| Club                | País      | Año       | Asistente de        |
| ------------------- | --------- | --------- | ------------------- |
| Deportivo Táchira   | Venezuela | 2016      | Carlos Maldonado    |
| Selección de Panamá | Panamá    | 2020-2021 | Thomas Christiansen |

## Palmarés

### Como entrenador
Tauro F. C. : (2)
Torneo Apertura 2018
 Torneo Apertura 2019

### Reconocimientos Individuales
- Mejor director técnico Torneo Apertura 2018.[cita requerida]